# Hymenochaete konradii
Hymenochaete konradii är en svampart som först beskrevs av Albert Pilát, och fick sitt nu gällande namn av J.C. Léger 1985. Hymenochaete konradii ingår i släktet Hymenochaete och familjen Hymenochaetaceae.   Inga underarter finns listade i Catalogue of Life.